# Jacob Hübner

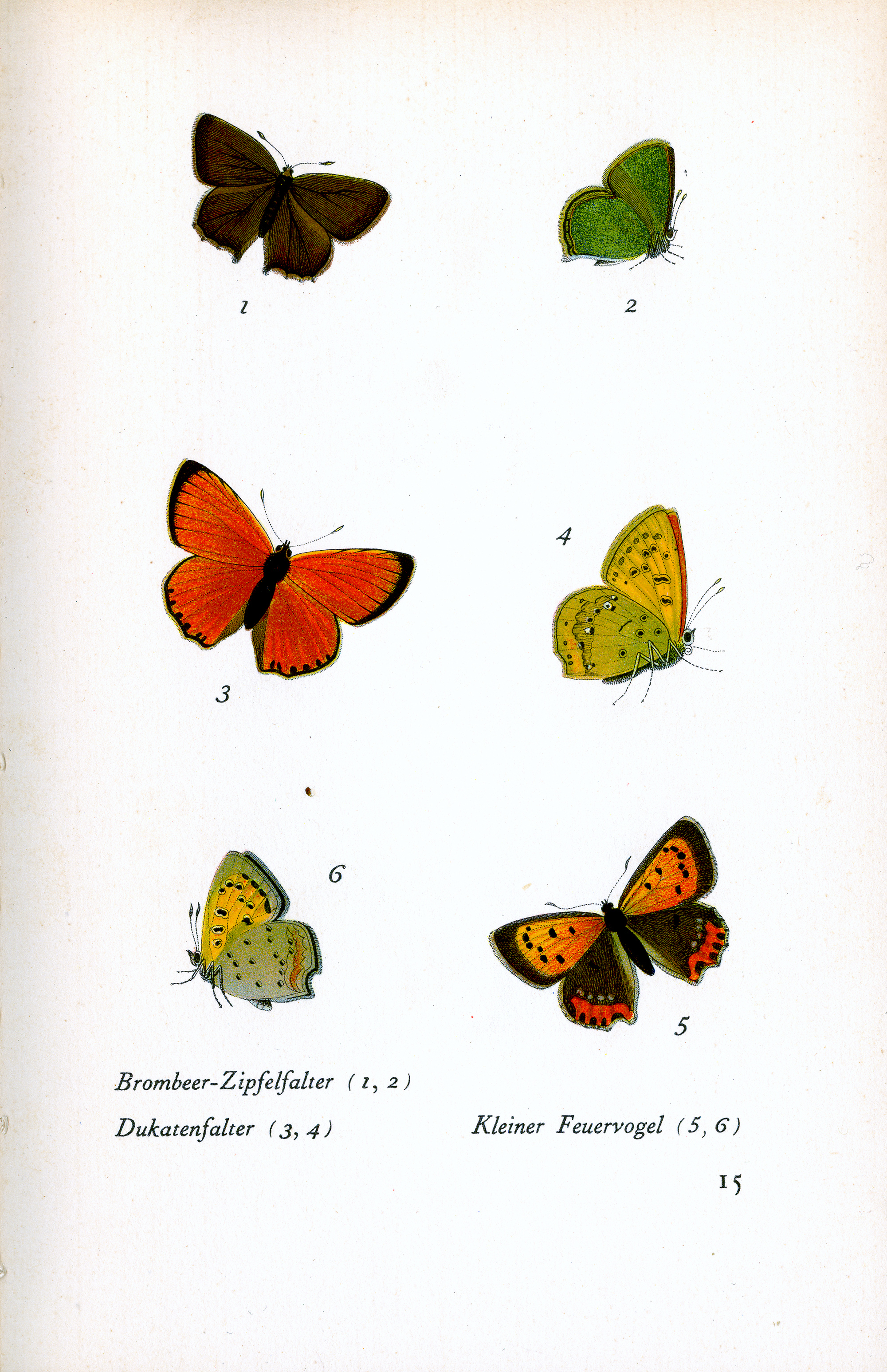
Een plaat uit Hübners Das kleine Schmetterlingsbuch met afbeeldingen van het groentje, morgenrood en de kleine vuurvlinder door Hübner zelf.

Jacob Hübner (Augsburg, 20 juni 1761 - aldaar, 13 september 1826) was een Duits entomoloog.
Hübner was de auteur van Sammlung Europäischer Schmetterlinge (1796-1805), een grondleggend werk voor de entomologie; Geschichte europäischer Schmetterlinge en Sammlung exotischer Schmetterlinge. Hij beschreef vele nieuwe genera en soorten, waaronder algemeen voorkomende soorten als de Europese maisboorder, de kersenbladroller, de maanvlinder, de volgeling of de kleine zomervlinder.
Hij was opgeleid als etser en graveur, waardoor hij zelf illustraties kon maken van de vlinders die hij verzamelde. Beroepshalve werkte hij als patroontekenaar in de textielindustrie.